# Dynastie Lý antérieure
La Dynastie des Lý antérieurs (en vietnamien : nhà Tiền Lý) est une dynastie vietnamienne qui régna de 541 à 603.

## Histoire
La dynastie des Lý antérieurs, fondée par Lý Bôn roi sous le nom de Thien-Lý-nam-de, considéré comme le premier empereur historique du Vietnam, libère le pays d'une occupation chinoise. Elle occupe le trône une soixantaine d'années avant que le pays ne soit de nouveau annexé par les chinois de 603 à 939.

## Liste des Lý antérieure
- 542-547 : Thien-Lý-nam-de (Lý-thieu-buu) ;
- 549-571 : Trieu-viêt-vuong (Trieu-phuk) ;
- 550-555 : Lý Thien Bao, son frère roi à Danang ;
- 571-603 : Lý Phât Tu, son cousin, roi à Long-biên en 602.